# Клинохвостый орёл
Клинохвостый орёл (лат. Aquila audax) — дневная хищная птица семейства ястребиных.

## Описание
Достигает 0,85—1,05 м в длину и 2,3 м в размахе крыльев. Самки крупнее самцов, в среднем они весят по 4,2 кг, а иногда и 5,3 кг. Самцы, как правило, легче, около 3,2 кг, хотя они могут достигать 4 кг.

## Распространение
Встречается в Австралии, на Тасмании и на юге Новой Гвинеи. Обитает как на равнинах, так и в горах.

## Размножение
Клинохвостый орёл строит гнездо на высоком дереве, откуда удобно обозревать окрестности. Гнёзда крупные, до 3 метров в диаметре и весом в 400 кг, используются многократно с постепенной достройкой. В кладке 1—3 яйца. Птенцы вылупляются через 42—45 дней. Плотность гнездования зависит от численности хищников и количества кормовых ресурсов. Обычно гнёзда находятся в 2,5—4 км друг от друга. Если условия особенно благоприятны, расстояния могут быть менее 1 км, так как птицам требуются меньшие территории, чтобы найти достаточно корма. Молодые клинохвостые орлы зависят от своих родителей до шестимесячного возраста.

## Питание
Клинохвостые орлы — прекрасные охотники, но не брезгуют и падалью. Как правило, их основная добыча — кролики. Они обычно составляют около 30—70 % рациона клинохвостого орла, но доля кроликов может доходить и до 92 %. Также эти орлы охотятся на ящериц, птиц (весом свыше 100 г) и различных млекопитающих (обычно весом свыше 500 г). Клинохвостые орлы изредка нападают на ягнят, но они составляют лишь небольшую долю от их рациона.

## Иллюстрации

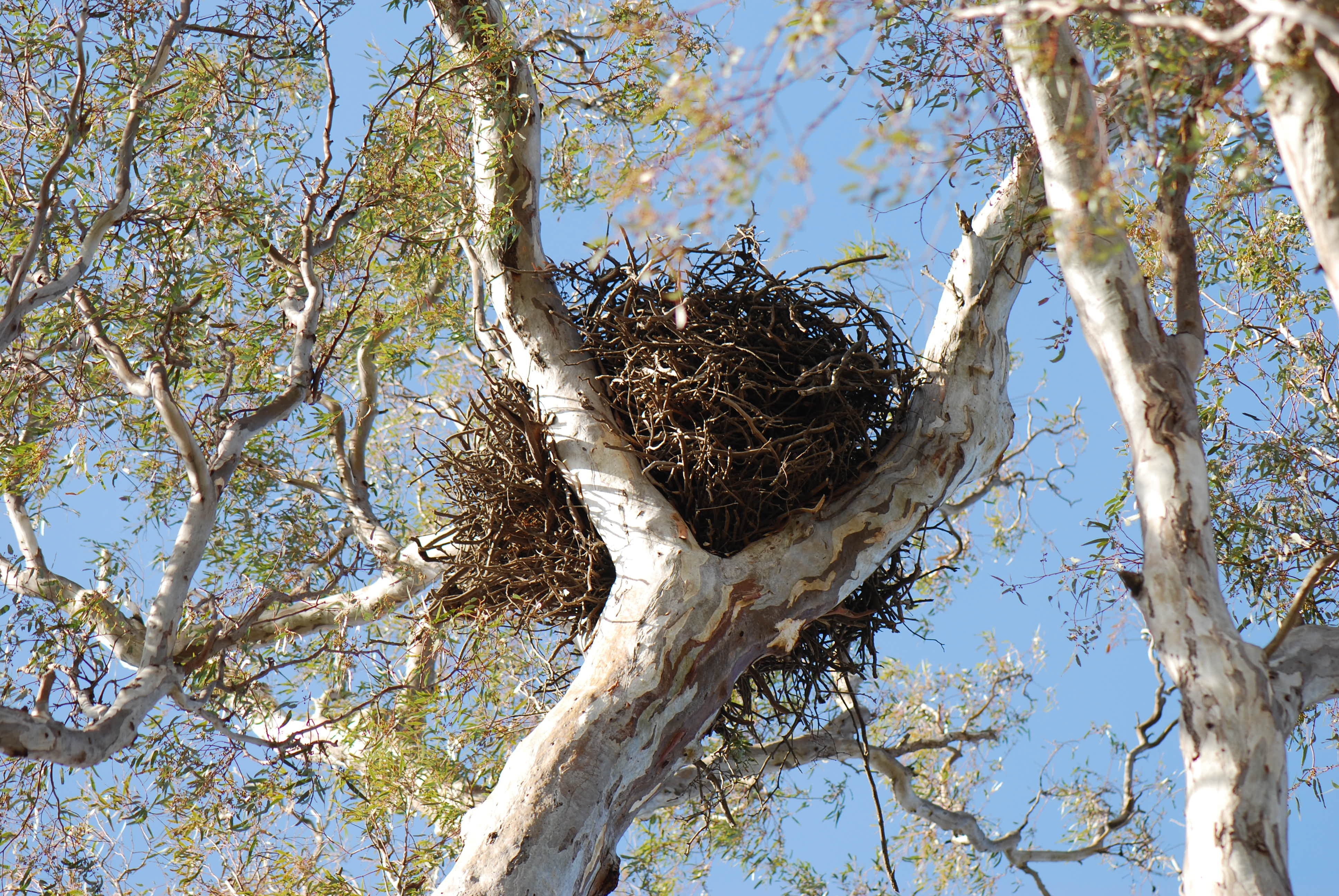
Гнездо клинохвостого орла
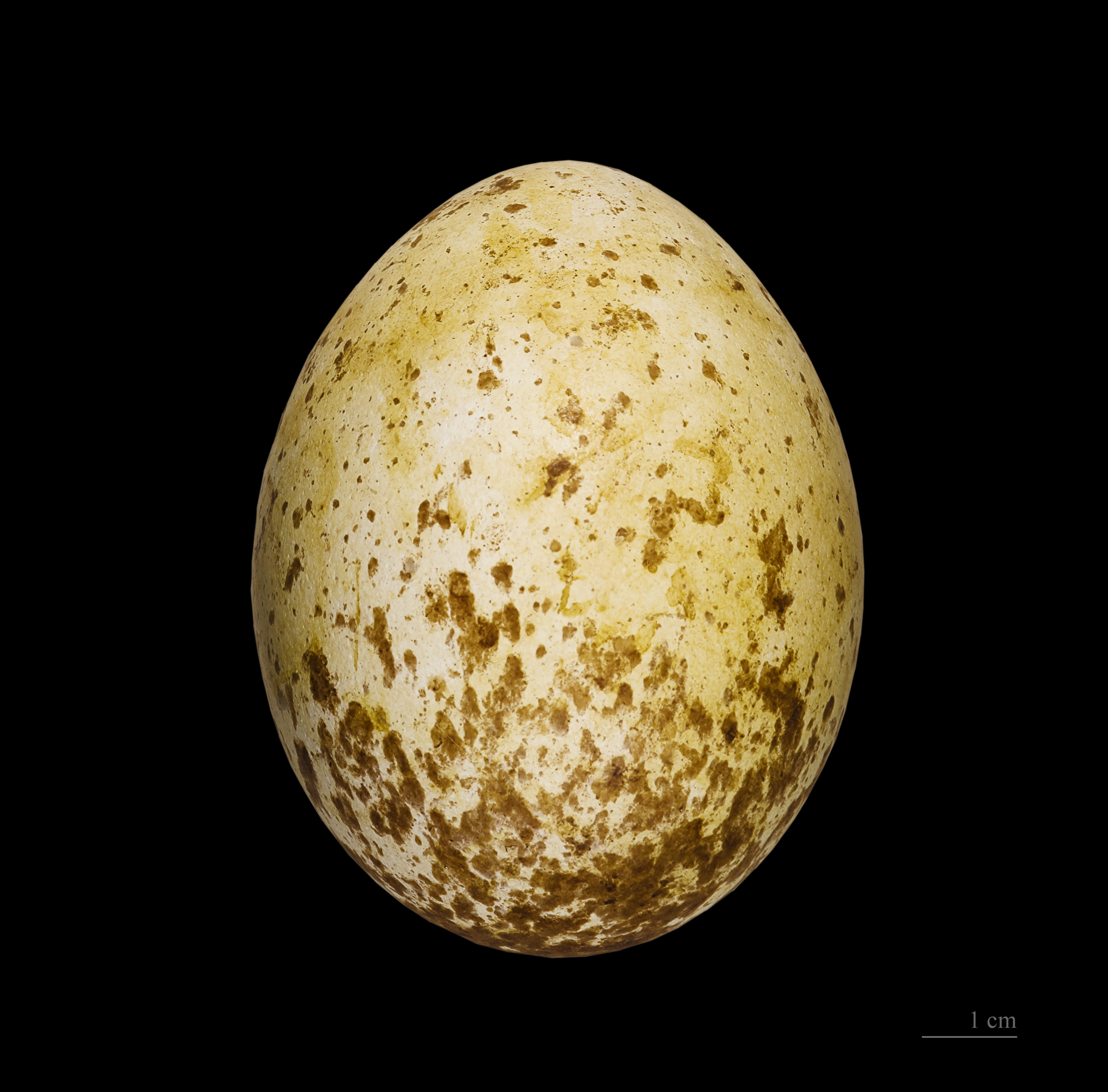
Яйцо клинохвостого орла
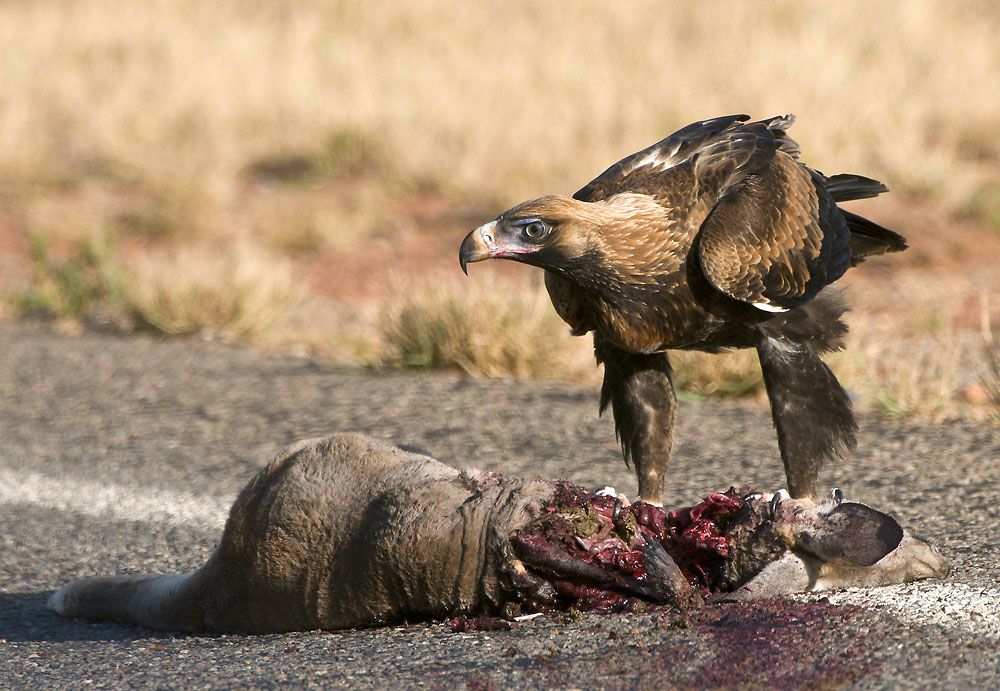
Клинохвостый орёл обнаружил падаль
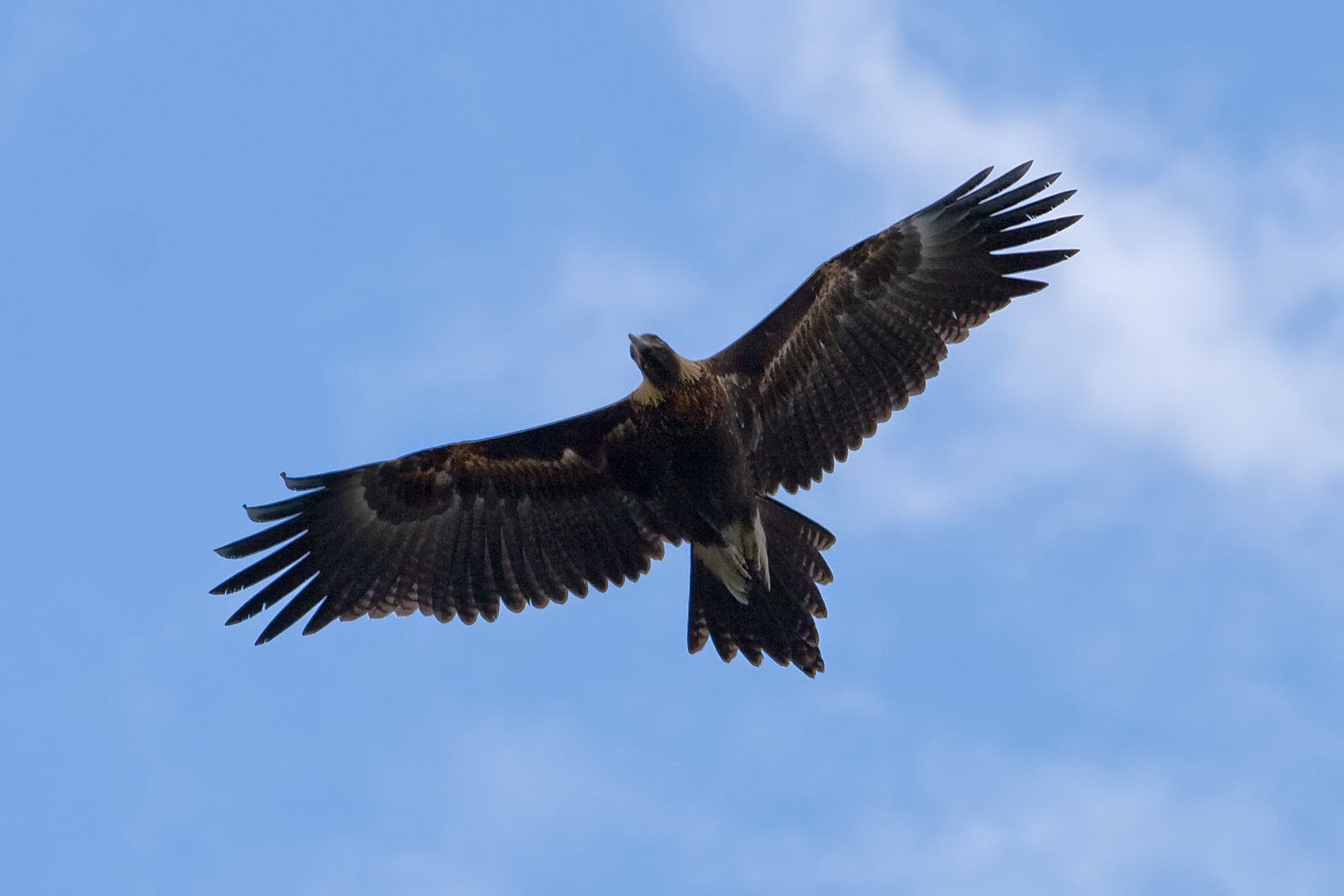
Клинохвостый орёл в полёте